# Vulkánci

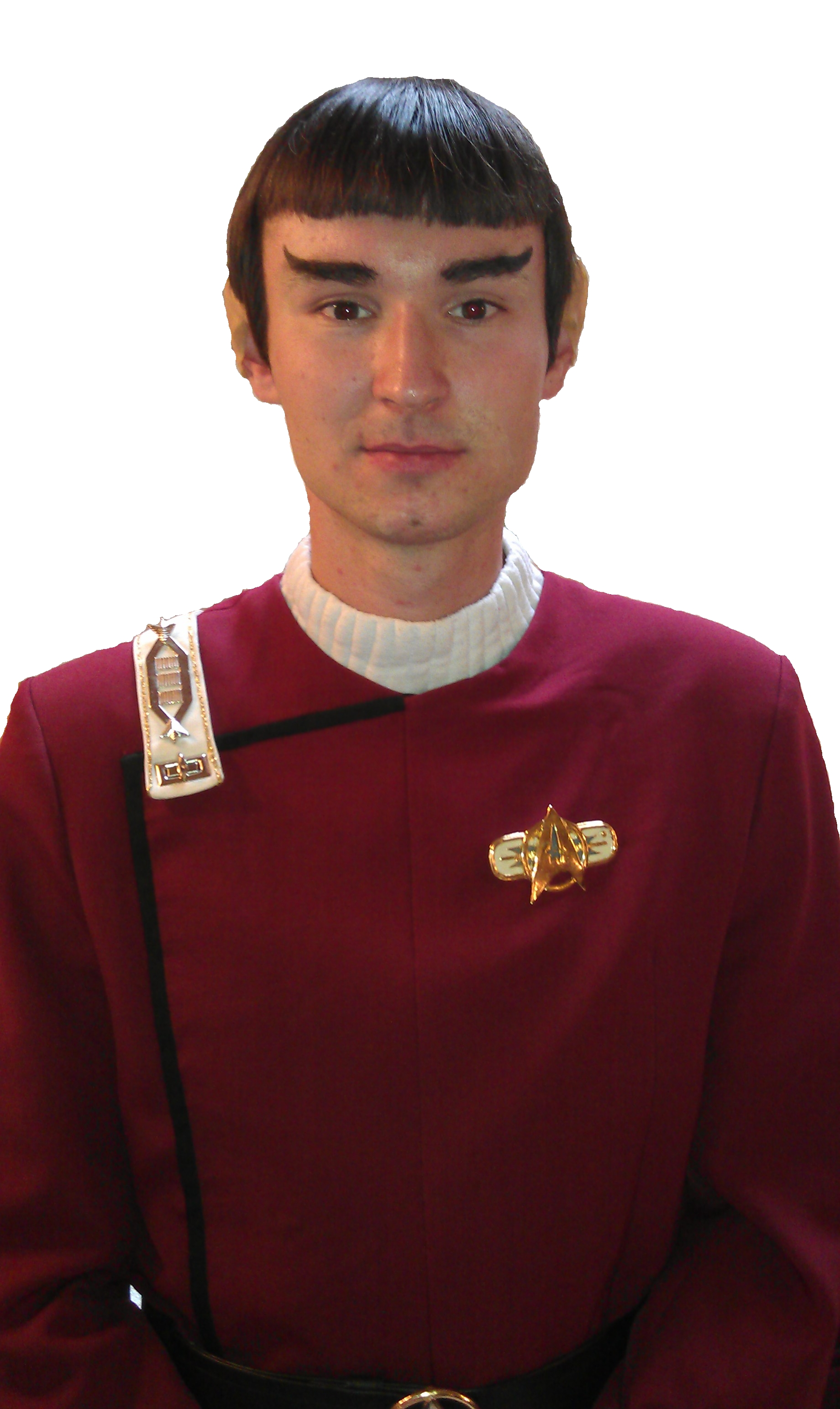
Fanoušek Star Treku v přestrojení za Vulkánce

Vulkánci jsou fiktivní humanoidní, vysoce inteligentní mimozemský druh ze seriálu Star Trek. Latinské označení této rasy ze seriálu zní Homo Eridani.

## Historie
Vulkánská historie je do značné míry shodná s Romulanskou a to hlavně proto, že obě rasy mají společné předky a z nich se vyvinuly dva rozdílné druhy. Mezi těmito společnými předky byl velký spor. Na Vulkánu zůstali příznivci Suraka a jeho filozofie (jedinec má jednat pouze a jedině podle logiky a nikdy ne podle svých emocí) a zbytek odletěl z Vulkánu pryč a založil Romulanské impérium.
V minulosti byli Vulkánci velmi agresivní druh. Lze tak usuzovat hlavně z jejich mytologie a jejich vnímání minulosti. Oproti lidem jsou Vulkánci relativně kulturně vyspělejší. Objevili dříve i atomovou energii a také i mezihvězdné lety. V dobách svého starověku byli podobní lidem, potom ale jejich vůdce Surak zavedl na Vulkánu filozofii sebeovládání a potlačování emocí. Ti, kteří s ním nesouhlasili, odletěli na planety Romulus a Remus a založili Romulanské impérium.
Právě oni byli první mimozemšťané, kteří navázali oficiální kontakt s obyvateli planety Země, roku 2063. Předtím se jen jednou objevili na Zemi (přímo osobně). Jako společnost ji ale považovali až do Prvního kontaktu za nerozvinutou, a proto nechtěli narušovat její vývoj. Tento postup byl později zaveden i v Hvězdné flotile jako Základní směrnice. Spolu s Andoriany, lidmi a Tellarity v roce 2161 založili Spojenou federaci planet.

## Fyziognomie
Obývají planetu Vulkán. Jejich základním rysem je postava podobná člověku, ale silnější a vyšší, nejnápadnější jsou pak špičaté uši a obočí tvarované obráceně než u lidí. Mají vyšší tělesnou teplotu než lidé. V jejich žilách koluje zelená krev, která má v krevním barvivu místo železa měď; proto má i jejich kůže zelený nádech. Tělesné orgány jsou rozmístěny také odlišně, například srdce se nachází zhruba v místech, kde u člověka játra.
Vulkánci se dožívají kolem 200 nebo více let.
Jsou schopni telepatie na jednoduché (u některých málo jedinců i na pokročilejší) úrovni (tzv. Splynutí myslí), a to s pomocí přímého fyzického kontaktu. Také dokážou přesunout svou duši do jiného těla (zde je přímý fyzický kontakt nutný), čímž mohou zajistit, aby jejich duše nezanikla.
Vulkánci mají rozmnožovací cyklus nazývaný Pon Farr jednou za sedm let. Při prvním Pon Farru dochází k chemické nerovnováze v mozku a je třeba jej završit pohlavním stykem, bez něj by vulkánec zemřel. Vulkánci se mohou křížit s Romulany i lidmi.

## Kultura
Vulkánci mají emoce stejně jako lidé, ale mají velmi disciplinovanou mysl a tak je mají pod kontrolou – emoce na nich tudíž nejsou vůbec patrné. Všechno se snaží řešit pomocí čisté logiky. Logika je základním pilířem jejich společnosti.
Vulkánci mají také vlastní tři jazyky; dva z nich mohou být užity zvlášť a třetí vždy v kombinaci s některým z prvních dvou. Písmo se píše seshora dolů; znaky tedy nejsou v řádcích ale sloupcích.
Vulkánský rituál, při němž nesmrtelná duše vulkánce, která opustila tělo, muže být navrácena zpět do živého těla, se nazývá Fal-tor-pan.

## Konkrétní Vulkánci
- Spock – první vědecký důstojník a komandér na Enterprise, poloviční vulkánec a poloviční člověk
- Sarek – Spockův otec, velvyslanec z Vulkánu
- Saavik – Spockova chráněnkyně na Akademii Hvězdné flotily, poloviční Romulanka
- Surak – zakladatel vulkanské filosofie, která ukončila války
- Soval – Vulkánský velvyslanec na Zemi v době ST:ENT
- Sybok – Spockův nevlastní bratr
- Ston – manžel T'Pring
- T'Pau – členka hnutí syrranitů, sekty která praktikuje nepovolené (do doby čtvrté série ST:ENT) splynutí myslí
- T'Pol – první důstojník na Enterprise (NX-01)
- T'Les – matka T'Pol
- T'Pring – měla se stát Spockovou ženou
- T'Rall
- Tuvok – důstojník a poručík, šéf ochranky na lodi Federace Voyager.
- Valeris – zrádkyně Federace, účastnice spiknutí, které mělo za cíl sabotovat mírová jednání mezi Federací a Klingonskou říší
- Vorik – mladý Vulkánec na lodi Federace Voyager; při svém prvním Pon Farr se násilím pokusil spojit s B'Elannou Torresovou